# Hylaeus rubrifacialis
Hylaeus rubrifacialis là một loài Hymenoptera trong họ Colletidae. Loài này được Strand mô tả khoa học năm 1912.